# Vascoveiro
Vascoveiro is een plaats (freguesia) in de Portugese gemeente Pinhel en telt 224 inwoners (2001).